# Syzygium conspersipunctatum
Syzygium conspersipunctatum är en myrtenväxtart som först beskrevs av Elmer Drew Merrill och Lily May Perry, och fick sitt nu gällande namn av Lyndley Alan Craven och Edward Sturt Biffin. Syzygium conspersipunctatum ingår i släktet Syzygium och familjen myrtenväxter.
Artens utbredningsområde är Hainan (Kina). Inga underarter finns listade i Catalogue of Life.